# شرکت ملی نفت تونس
شرکت ملی نفت تونس (انگلیسی: Entreprise Tunisienne d'Activités Pétrolières) شرکت دولتی نفت و گاز تونسی است، که در سال ۱۹۷۲ تأسیس شد.